# Brevipalpus gauhatiensis
Brevipalpus gauhatiensis är en spindeldjursart som beskrevs av Sadana och Gupta 1983. Brevipalpus gauhatiensis ingår i släktet Brevipalpus och familjen Tenuipalpidae. Inga underarter finns listade.